# هالة بسباس
هالة بسباس (بالفرنسية: Hela Besbes)‏ ولدت في 28 فبراير 1987 في أبوظبي (الإمارات العربية المتحدة)، هي مبارزة سيف الشيش تونسية متخصصة في فردي السيف العربي. هي أخت المبارزات عزة وسارة وريم بسباس وكذلك المبارز أحمد عزيز بسباس.

تحصلت على 5 ميداليات ذهبية و5 برونزية في بطولة أفريقيا للمبارزة، و8 ميداليات ذهبية و11 فضية في بطولة تونس للمبارزة.

## الميداليات

### سيف عربي
- ألعاب عموم أفريقيا:
  -  ميدالية ذهبية في فردي السيف العربي للسيدات في ألعاب عموم أفريقيا 2007 (الجزائر العاصمة).
  -  ميدالية ذهبية في السيف العربي للفرق للسيدات في ألعاب عموم أفريقيا 2007 (الجزائر العاصمة).
- دورة الألعاب العربية:
  -  ميدالية ذهبية في فردي السيف العربي للسيدات في دورة الألعاب العربية 2007 (القاهرة).
  -  ميدالية ذهبية في السيف العربي للفرق للسيدات في دورة الألعاب العربية 2007 (القاهرة).
- بطولة أفريقيا للمبارزة:
  -  ميدالية برونزية في فردي السيف العربي للسيدات في بطولة أفريقيا للمبارزة 2011 (القاهرة).
  -  ميدالية ذهبية في السيف العربي للفرق للسيدات في بطولة أفريقيا للمبارزة 2011 (القاهرة).
  -  ميدالية برونزية في فردي السيف العربي للسيدات في بطولة أفريقيا للمبارزة 2010 (تونس العاصمة).
  -  ميدالية ذهبية في السيف العربي للفرق للسيدات في بطولة أفريقيا للمبارزة 2010 (تونس العاصمة).
  -  ميدالية برونزية في فردي السيف العربي للسيدات في بطولة أفريقيا للمبارزة 2009 (داكار).
  -  ميدالية ذهبية في السيف العربي للفرق للسيدات في بطولة أفريقيا للمبارزة 2009 (داكار).
  -  ميدالية برونزية في فردي السيف العربي للسيدات في بطولة أفريقيا للمبارزة 2008 (الدار البيضاء).
  -  ميدالية ذهبية في السيف العربي للفرق للسيدات في بطولة أفريقيا للمبارزة 2008 (الدار البيضاء).
  -  ميدالية برونزية في فردي السيف العربي للسيدات في بطولة أفريقيا للمبارزة 2006 (الدار البيضاء).
  -  ميدالية ذهبية في السيف العربي للفرق للسيدات في بطولة أفريقيا للمبارزة 2006 (الدار البيضاء).
- البطولة العربية للمبارزة:
  -  ميدالية ذهبية في فردي السيف العربي للسيدات في البطولة العربية للمبارزة 2006 (القاهرة).
  -  ميدالية ذهبية في السيف العربي للفرق للسيدات في البطولة العربية للمبارزة 2006 (القاهرة).
- بطولة فرنسا للمبارزة:
  -  ميدالية ذهبية في فردي السيف العربي للسيدات في بطولة فرنسا للمبارزة 2010 (القسم الثاني) (شارلفيل ميزيار).
- بطولة تونس للمبارزة:
  -  ميدالية ذهبية في فردي السيف العربي للسيدات في بطولة تونس للمبارزة 2009 (تونس العاصمة).
  -  ميدالية فضية في السيف العربي للفرق للسيدات في بطولة تونس للمبارزة 2009 (تونس العاصمة).
  -  ميدالية فضية في فردي السيف العربي للسيدات في بطولة تونس للمبارزة 2008 (تونس العاصمة).
  -  ميدالية فضية في السيف العربي للفرق للسيدات في بطولة تونس للمبارزة 2008 (تونس العاصمة).
  -  ميدالية فضية في فردي السيف العربي للسيدات في بطولة تونس للمبارزة 2007 (تونس العاصمة).
  -  ميدالية فضية في السيف العربي للفرق للسيدات في بطولة تونس للمبارزة 2007 (تونس العاصمة).
  -  ميدالية فضية في فردي السيف العربي للسيدات في بطولة تونس للمبارزة 2006 (تونس العاصمة).
  -  ميدالية ذهبية في السيف العربي للفرق للسيدات في بطولة تونس للمبارزة 2006 (تونس العاصمة).
  -  ميدالية فضية في فردي السيف العربي للسيدات في بطولة تونس للمبارزة 2005 (تونس العاصمة).
  -  ميدالية فضية في السيف العربي للفرق للسيدات في بطولة تونس للمبارزة 2005 (تونس العاصمة).
  -  ميدالية ذهبية في فردي السيف العربي للسيدات في بطولة تونس للمبارزة 2004 (تونس العاصمة).
  -  ميدالية فضية في السيف العربي للفرق للسيدات في بطولة تونس للمبارزة 2004 (تونس العاصمة).
  -  ميدالية ذهبية في فردي السيف العربي للسيدات في بطولة تونس للمبارزة 2003 (تونس العاصمة).
  -  ميدالية ذهبية في السيف العربي للفرق للسيدات في بطولة تونس للمبارزة 2003 (تونس العاصمة).

### سيف الشيش
- ألعاب عموم أفريقيا:
  -  ميدالية ذهبية في سيف الشيش للفرق للسيدات في ألعاب عموم أفريقيا 2007 (الجزائر العاصمة).
- بطولة تونس للمبارزة:
  -  ميدالية فضية في فردي سيف الشيش للسيدات في بطولة تونس للمبارزة 2008 (تونس العاصمة).
  -  ميدالية ذهبية في سيف الشيش للفرق للسيدات في بطولة تونس للمبارزة 2008 (تونس العاصمة).

### سيف المبارزة
- ألعاب عموم أفريقيا:
  -  ميدالية ذهبية في سيف المبارزة للفرق للسيدات في ألعاب عموم أفريقيا 2007 (الجزائر العاصمة).
- بطولة تونس للمبارزة:
  -  ميدالية ذهبية في سيف المبارزة للفرق للسيدات في بطولة تونس للمبارزة 2007 (تونس العاصمة).
  -  ميدالية فضية في فردي سيف المبارزة للسيدات في بطولة تونس للمبارزة 2006 (تونس العاصمة).
  -  ميدالية ذهبية في سيف المبارزة للفرق للسيدات في بطولة تونس للمبارزة 2006 (تونس العاصمة).

## مقالات ذات صلة
- سارة بسباس
- عزة بسباس
- ريم بسباس
- أحمد عزيز بسباس

## روابط خارجية
- هالة بسباس على موقع الاتحاد الدولي للمبارزة (الإنجليزية)

- صفحة هالة بسباس على موقع الاتحاد الدولي للمبارزة.